# Brudersloch
Das Brudersloch ist eine Kleinhöhle im baden-württembergischen Waldschutzgebiet Wolfsschlucht des Kandertals. Sie ist nur etwa sechs Meter tief. Erstmalige Erwähnung fand das Bruderloch 1688 in einer Bannbeschreibung.

## Legende
Um diese Höhle rankt sich eine alte Sage. In der Bannbeschreibung von 1688 wird die Höhle als Wohnort eines Einsiedlermönchs beschrieben. Er soll sich von Fisch aus der Kander, welche vor der Höhle vorbeifließt, ernährt haben. Der heutige Flussverlauf lässt darauf schließen, dass die Legende des Einsiedlermönchs sehr lange zurückliegt, da die Höhle heute weit oberhalb des Flussverlaufs thront. Genauere zeitliche Angaben über den Lebenszeitraum des Einsiedlers sind jedoch nicht bekannt.
Ebenfalls berichtet die Sage von einem unterirdischen Gang zur Hammersteiner Mühle. Diese liegt mehrere Kilometer vom Brudersloch entfernt im Hammerstein, einem Nebenort des Kanderner Ortsteils Wollbach. Von diesem Tunnel ist jedoch heute nichts mehr zu sehen, sodass dessen Existenz fraglich ist.

## Gemarkung
Von dem Westweg, welcher in der 12. Etappe das Waldschutzgebiets Wolfsschlucht durchquert, ist das Brudersloch nur spärlich ausgeschildert. Es führt von dem Hauptweg ein unscheinbarer Pfad ab um den Felsvorsprung Teufelskanzel hinauf zur Höhle. Der Weges ist jedoch nicht gesichert und gepflegt.